# Parapeba lyciformis
Parapeba lyciformis är en skalbaggsart som beskrevs av Maria Helena M. Galileo och Martins 2001. Parapeba lyciformis ingår i släktet Parapeba och familjen långhorningar. Inga underarter finns listade i Catalogue of Life.